# معابد جنوب بلاد الشام
معابد جنوب بلاد الشام هي معابد تم بناؤها في العصر البرونزي المتأخر.

## معابد المرحلة الأولى

### معبدتل المتسلم
يقع في سهل مرج ابن عامر في شمال فلسطين، ويعود إلى السوية 7 ب، وبني فوق أطلال معبد من المرحلة الثانية من العصر البرونزي الوسيط، ويمتاز المعبد بكبر حجمه، ويتكون من قاعة رئيسية واحدة، وفي جداره الخلفي بني محراب ربما استخدم لوضع النذر والقرابين للإله، أو لوضع تمثال الإله نفسه (ياسين 1991: 53، 182).
و مدخل المعبد محاط من الجانبين ببرجين شبيهين ببرجي المعبد في بلاطة(Wright 1985: 45).

### معبدبيسان
يسمى معبد ميكال أو المعبد الجنوبي (Thompson 1970: 1).
ويعود تاريخه إلى السويّة رقم 9، والتي ترجع إلى أواخر المرحلة الأولى من العصر البرونزي المتأخر (ياسين 1991: 183)، ويتكون من عدد وافر من الأزقة والمذابح، أما مخطط البناء فهو غير منتظم (Thompson 1970: 13 – 16).
عثر داخل المعبد على ختم الملكة حتشبسوت
تحت درجات المعبد (Rowe 1991: 10)، وتمثال للإله ميكال إله بيسان الذي يظهر ملتحياً وجالساً على كرسي العرش وعلى رأسه خوذة على هيئة قمع مستطيلة الشكل يخرج منها قرنان، يداه ممسكتان بشارتين مصريتين هما: واز (الصولجان)، وعنخ (الحياة)، الأمر الذي يدل على تأثر الديانتين الكنعانية والمصرية ببعضهما (ياسين 1991: 183).
ويظهر في الشكل متعبدين اثنين على الأرجح مصريين ربما كانا من البلاط المصري أو أنهما الشخصان اللذان أشرفا على بناء المعبد (Thompson 1970: 56).
حيث يعتقد أن المعبد دمر في هذه الفترة وأعيد بناؤه من قبل البنائين المصريين (James and Mcgovern 1993: 5)، وما يؤكد على هذا (أن المصريين هم الذين بنوا المعبد) هو العثور في تل العمارنة في مصر على بعض المعابد الصغيرة مشابهة لهذا المعبد (Giveon 1978: 24).

### معابدتل القدح

#### معبد الألواح الحجرية
(Stelae Temple) أقيم هذا المعبد في الطرف الشمالي من المدينة السفلى، ويرجع تاريخه إلى السويّة 1أ (ياسين 1991: 183)، وحفظ خلال المرحلة الثانية من العصر البرونزي المتأخر. كان عبارة عن غرفة بسيطة واسعة أبعادها 6×4.5 م، وفي وسط الجدار مقابل المدخل كوة نصف دائرية (حنية)، وحول الحنية كان هناك ألواح حجرية دينية متعددة- من هنا جاء اسم المعبد- ويبدو أن المعبد كان مكرسا للإله سين إله القمر (wright 1985: 48).

#### معبد الألواح
(Orthostate Temple) أقيم هذا المعبد في المدينة العُليا، ويقع بالقرب من البوابة الرئيسية بجانب القصر، أُنشأ لأول مرة في المرحلة الثانية من العصر البرونزي المتوسط ثم أعيد بناؤه في هذا العصر، ويرجع إلى السوية 2، ويتكون هذا المعبد من حجرتين، وله ساحة أمامية يتقدمها مدخل عثر في وسطها على منصة مستطيلة كانت تستخدم قاعدة للمذبح، يلاصق هذه المنصة قناة من الحجارة، وعثر داخل المعبد على نموذج فخاري على شكل الكبد مكتوب عليه طلاسم باللغة الأكادية التي وجد منها نماذج في بلاد ما بين النهرين والتي كانت تستخدم من أجل التنبؤ بالمستقبل (ياسين 1991: 183)، ويعتبر معبد الألواح أكثر تعقيداً من المعبد السابق وأكبر منه أبعاده 20 × 18.5 م، وعلى الرغم من أن الغرفة المقدسة فيه على نفس نظام الغرفة المقدسة في معبد الألواح الحجرية إلا أنه في ما قبل المنطقة المقدسة "Ante – Cella" من هذا المعبد هناك حجرات لها درج تؤدي إلى السطح، وربما كان هذا المعبد مكرساً للإله هدد إله الطقس (Wright 1985: 48 – 49).

### معبدتل الدوير
يقع في تل الدوير، وسمي بمعبد الخندق، حيث عثر عليه في الخندق الواقع حول المدينة، ويعود المعبد إلى حوالي 1500 ق.م، ويتكون هذا المعبد من ثلاث حجرات وله مدخل في الجهة الغربية وهناك مصطبة في الحجرة المتوسطة من المعبد كانت تستخدم لتقديم القرابين (ياسين 1991: 184، 193).
وعثر داخل المعبد على عدد من القطع المصنوعة من الحجر المزجج منها زبدية مزخرفة برأس الإلهة حتحور أما المصنوعات العاجية يزيد عددها عن 30 قطعة جاءت في منطقة المعبد تؤرخ من 1400 – 1200 ق.م، وعدد من الأختام الجعرانية ترجع إلى عهد تحوتمس الثالث وأمنحوتب الثالث وختم يحمل اسم رمسيس الثاني (الرحابنة 2003: 151- 152).

### معبدتل مفراك
يقع في تل مفراك بالقرب من الساحل الفلسطيني، ويرجع إلى السوية 11 (ياسين 1991: 184).
ويرجع في تاريخه إلى القرن 15 ق.م كما يتضح من البقايا. دمّر المعبد بالحريق وأعيد استخدامه في القرن 12 ق.م، معظم البقايا التي عثر عليها في هذا المعبد كانت على السطح، تضمنت أختام أسطوانية على الطراز الميتاني (انظر الصورة)، وأعداد كبيرة من الخرز، ورؤوس سهام، وقطعة برونزية صغيرة على شكل أفعى ملتفة، وجرار، وأباريق، وصحون، وعدد كبير من المزهريات، بعضها مستورد من مايسينيا، وقسم كبير منها مستورد من قبرص، إضافة إلى العثورعلى رسومات لأسماك وماعز رسمت على جدران أحد الغرف، ويمكن التأكيد على أن هذا البناء إنما هو معبد من خلال مخطط البناء والمعثورات الأثرية الموجودة فيه، كانت الجدران والأرضية مغطية بطبقة سميكة من البلاستر، وفي الزاوية الشمالية الغربية للجدار هناك 5 مصاطب على شكل الدرج تؤدي إلى منصة مستطيلة، وفي الزاوية الجنوبية لهذا الدرج يظهر آثار حفر دائرية في الأرضية، ربما كانت حفراً لأعمدة خشبية كانت تدعم السدة، وإلى الآن لم يتم التأكد فيما إذا كان مدخل المعبد في الجزء الشرقي الذي لم يتم التنقيب فيه أو أنه في أطلال الجدار الجنوبي (Stern 1978: 89-91).

## معابد المرحلة الثانية

### معبد المبرك
يقع إلى الجنوب الشرقي من معبد مطار عمان، على بعد 4 كم، يرجع تأريخ المبنى إلى العصر البرونزي الحديث والعصر الحديدي الأول والثاني استنادا إلى بعض الكسر الفخارية التي تم العثور عليها (وهيب 1992: 399).
وهو عبارة عن بناء مستطيل، الشكل ابعاده 18 × 24 م، الساحة الداخلية له مقسمة إلى 6 غرف جميعها تطل على الزقاق المركزي باستثناء الغرف 3 و4، يتألف هذا المعبد من صفين من الصخور الضخمة غير المشذبة، الجدران الخارجية له متساوية السماكة (2 م)، أما الجدران الداخلية فهي مرتبطة مع الجدران الخارجية ما عدا الجانب الشمالي الغربي للبناء، حيث أن هناك جدران تفصل بين الغرف 2/3، 3/4، 4/5.
ويعتقد أن البناء لم يستكمل بناؤه، أو ان بعضا من حجارته أزيلت إلى موقع آخر، أو أنه تعرض للدمار (Yassine 1988: 61- 63).

### معبدتل أبو الخرز
يقع هذا التل في النهاية الشرقية لوادي اليابس (Khouri 1988: 36).
وهو عبارة عن بناء مستطيل الشكل ابعاده 6.8 × 5.2 م، يبلغ عرض جدرانه الخارجية 75 سم، كان المعبد مفتوحا من الجهة الشمالية الغربية حيث عثر على بلاطات حجرية تشكل أعمدة لرفع السقف (كفافي 2006: 236).
تم تأريخ المعبد إلى بداية المرحلة الثانية من العصر البرونزي المتأخر اعتمادا على تأريخ الفخار القبرصي حيث عثر داخل البناء على صحن فخاري قبرصي ارخ لحوالي 1375 ق.م، وعثر على المذبح في الجزء الشرقي من الغرفة المركزية، وعلى مصطبة في الجزء الجنوبي الشرقي (Fischer 1993: 282 – 283).
ويمتاز هذا المعبد بأن مساحة الغرفة المركزية فيه كبيرة حوالي 20 م2 (Fischer 1991: 79).

### معبد مطارعمان
يقع هذا المعبد بالقرب من مدرج مطار عمان القديم على بعد 300 م (Hennessy 1966: 155)، اكتشف المعبد بالصدفة عام 1955 م وبدأ هاردنج "Harding" التنقيبات في تلك السنة (Harding 1958: 10).
وفي عام 1966 م بدأ هنسي "Hennessy" التنقيب في الموقع، ثم اجرى هير "Herr" التنقيبات عام 1976 م (الرحابنة 2003: 188- 189).
يعتقد هنسي ان المعبد مر بثلاث مراحل معمارية متعاقبة. والمعبد عبارة عن بناء مربع منتظم (15.00× 15.00 م)، جدرانه الخارجية ضخمة سماكتها 2 م، ويتوسط المعبد قاعة مربعة "Cella" ابعادها (6.50× 6.50 م)، أحيطت بحجرات متساوية المساحة عددها 6 حجرات، يستند الباحثون في تأريخه على الفخار المكتشف في الموقع والذي هو من الفخار المحلي وعدد كبير من الفخار المايسيني من المرحلة الأولى والثانية، والفخار القبرصي (Hennessy 1966: 155, 157).
وجد في هذا المعبد أدوات ذهبية، وعاجية، ومجموعة من الخرز، والجعلان، والأختام تؤرخ إلى الفترة ما بين نهاية حكم الهكسوس وحكم تحوتمس الثالث (أبو طالب 1978 : 72).
وجد في المعبد قطع معدنية مثل السيوف، ورؤوس السهام البرونزية على شكل ورق النبات (كفافي 2006: 243)، وعثر أيضا على خنجر برونزي في مكان مجاور للمعبد (Herr 1976: 110).
وعثر على أربعة أختام أسطوانية قام بدراستها "Ward"، تبين له ان ثلاثة من هذه الأختام سورية تحمل تأثيرات بابلية ومصرية وايجية، اما الختم الرابع فهو ميتاني، إضافة إلى العثور على ثلاثة عشر ختما جعرانيا (Ward 1964: 47 – 50).
ووضعت في أساسات المعبد بعض النذر التي استورد معظمها من مصر، والقسم الآخر استورد من بحر ايجة وسوريا، كانت هذه النذر عبارة حجارة كريمة وعقيق وزمرد (ياسين 1991: 191)، ومجوهرات ذهبية وأوان مصرية ومحلية (Hankey 1974a: 131).
بالإضافة إلى العثور على ثماني مزهريات، وما بين 280 – 290 كسرة فخارية، وفي عام 1966 عثر على كسرتين من صحون بازلتية و27 اناء من الحجر الكلسي، المستورد من مصر (Hankey 1974b: 161 - 162).
وعثر على قطعتين من العاج تمثل رأسي طائر البط، أقيم في وسط ال "Cella" مذبح بني من كتلتين ضخمتين من الحجارة الأسطوانية إضافة إلى أنه تم العثور على كميات كبيرة من العظام البشرية، وبعض العظام الحيوانية والطيور الصغيرة، ويعتقد هنسي ان المعبد خصص لتقديم الاضحيات للالهة ولحرق جثث البشر (Hennessy 1966: 157, 161)، بدليل العثور على عدد من المحارق داخل المعبد وخارجه (ياسين 1991: 191).

### معبدتل دير علا
أقيم هذا المعبد فوق تلة اصطناعية ترتفع عن المناطق المحيطة بها حوالي 8 م، (Strange 2001: 309).
يتكون المعبد من ثلاث حجرات صغيرة جدا بنيت في الطرف الشمالي (franken and Ibrahim 1989: 203)، تتقدمها ساحة ترتفع حوالي المترين عن المنطقة الخارجية وهناك شواهد تظهر أن سقف المعبد رفع على أعمدة لا تزال قواعدها الحجرية قائمة (ياسين 1991: 192 – 193).
عثر بالقرب من المعبد على مزهرية مصرية من النوع المسمى (Faince) تحمل اسم توسرت- زوجة الفرعون المصري رمسيس الثاني التي حكمت بين 1214 – 1194 ق.م (أبو طالب 1978: 73). تشير إلى تاريخ المعبد
عثر في الجهة الغربية من الغرفة المقدسة "Cella" على مخازن للأواني الفخارية، وربما مشاغل، وإلى الشرق من الغرفة المقدسة توجد ساحة صغيرة تقابلها غرف، وجد في إحداها ألواح طينية ربما إدارية وجعران وأختام اسطوانية وفخار مايسيني مستورد (franken and Ibrahim 1989: 203). ومطرات زجاجية وصحون من المرمر وخرز بالإضافة إلى انائين فخاريين لها فتحات على شكل شبابيك (كفافي 2006: 244).
وعثر في هذا المعبد أيضا على رأس لطائر البط من العاج استخدم كمقبض لصندوق مستحضرات التجميل على الطراز المصري (Van der Kooij And Ibrahim 1989: 92).
ومن البقايا الأثرية الأخرى والتي عثر عليها ضمن الغرفة المقدسة Cella اختام اسطوانية ومزهرية مزخرفة، وقلادة مزخرفة، وتعويذة مزخرفة، وخرزة مزخرفة، وزبادي مزخرفة، وزبدية بازلتية، وابريق من المرمر، وقطعة فخار على شكل الرمانة، ولوح يمثل لعبة يحمل مشهد رجل يرتدي ثيابا طويلة ويقف بين اشحار النخيل، وابرة برونزية، وكأس بازلتي (Franken 1992: 28 – 31).

### معبدتل الدوير
يؤرخ هذا المعبد إلى حوالي 1400 ق.م، اعتمادا على لوحة مصرية تحمل اسم الفرعون المصري امنحوتب الثالث عثر عليها داخل المعبد، وهو بناء مستطيل تتصل به غرفتان لإحداهما باب يؤدي إلى المعبد، أقيم سقف المعبد على أعمدة ربما كانت من الخشب وقد عثر على قواعد هذه الأعمدة ورفع جدار امام المدخل يحجب الرؤية من الخارج إلى الداخل، وعثر على منصة داخل المعبد ربما كان يوضع عليها تمثال الإله، أو انها استخدمت كمذبح، وكانت المنصة عبارة عن مقعد منخفض يرتفع حوالي 30 سم، يبرز عند مقدمتها ثلاث نتوءات، وعثر أمام هذه المنصة على جرتين غائرتين في الأرض ربما كانتا تستخدمان لصب القرابين أو النذر السائلة كما عثر خارج المعبد على عدد من الحفر ربما كانت مخصصة لحفظ الأواني، كما عثر على تمثال صغير ربما يمثل الإله «رشف» اله الحرب والعواصف السوري، وعثر على كسرة فخارية تحمل اسم الالهة «اللات» (ياسين 1991: 194).

### معابد تل القدح
يرجع لهذه الفترة ثلاث معابد:

#### المعبد الأول
بني هذا المعبد فوق معبد الألواح المذكور سابقا وبنفس التخطيط تقريبا ويرجع إلى السوية 1ب، ويتكون من حجرة واحدة عريضة رفع سقفها على عمودين امامها ردهة لها برجان عن اليمين واليسار، ويشبه هذا المعبد أيضا في تخطيطه مخطط المعابد المكتشفة في الالاخ (تل العطشانة) في سوريا، وزيّن مدخل المعبد بألواح من الحجارة نقشت عليها صورة للأسود التي ربما كانت ترمز إلى الأسود التي كانت تحمي المعبد. أقيم في المعبد محراب مرتفع عن مستوى سطح الأرض استعمل ليوضع فوقه تمثال الإله، وعثر بالقرب من منصة القرابين على مجموعة من القرابين المبعثرة من بينها مبخرة نقش عليها نحت يمثل قرص الشمس حيث انبعثت من القرص أربعة خطوط من الأشعة ونقش على مؤخرته شكل يمثل العجل (ياسين 1991: 195).

#### المعبد الثاني
أقيم هذا المعبد في الزاوية الجنوبية الغربية من المدينة السفلى، وهو عبارة عن حجرة عريضة وأقيم المحراب في الجدار الجنوبي الغربي كان هذا المعبد معاصرا للسوية (1أ – 1ب) من المرحلة الثانية للعصر البرونزي المتأخر، يتميز هذا المعبد عن غيره بمجموعة من الألواح الحجرية (الانصاب) التي صفت داخل المعبد.
كان في المعبد المحراب الذي أقيم في الجدار الجنوبي الغربي إضافة إلى الألواح الحجرية المذكورة سابقا والتي نقش على إحداها صورة يدين مفتوحتين تمسكان بقرص وهلال (رمز اله القمر)، بينما عثر في الجانب الأيسر من هذا اللوح على تمثال لشخص جالس على عرش يتدلى من عنقه رسم لهلال بينما يعتقد يادين أنه تمثال لاله وإلى اليمين من هذا التمثال عثر على تمثال آخر لأسد صغير، وعثر في ساحة المعبد على قرابين مختلفة مكونة من أقنعة، ورايات مصنوعة من الذهب تحمل ملامح الإله وبعضها يحمل بيده مصوغات في صورة الافاعي وعلى رأسها هلال (رمزا للخصوبة) (ياسين1991: 195 – 196).
وعثر على ختم كبير يحمل اسم الملك امنحوتب الثالث (Yadin 1958: 13).

#### المعبد الثالث
تم الكشف عنه داخل المدينة العليا، ويرجع في تاريخه إلى العصر البرونزي المتوسط ثم اعيد بناؤه في هذا العصر.
يتكون من حجرة واحدة عريضة أطول من حجرة المعبد السابق، وعثر في هذا المعبد على لوحة حجرية لأسد وضعت بالقرب من مدخل المعبد.
وعثر على ألواح (أنصاب) حجرية وأحواض للقيام بأداء طقوس التطهير (ياسين 1991: 196).

### معبدتمنة
تم الكشف عنه من قبل "Rothenberg"، بني هذا المعبد أمام منحدر صخري بالقرب من مناجم النحاس في «ناحال تمنة» جنوب وادي عربة.
عثر داخل المعبد على قطع تحمل نقوش مصرية تتضمن أسماء الفراعنة من «سيتي الأول» إلى «رمسيس الخامس»، يتضح من خلال ذلك أن المصريين هم الذين طوّروا مناجم النحاس في تمنة في هذه الفترة.
وعثر على فخار مشابه لذلك الفخار المكتشف في مناجم النحاس. احتوى هذا المعبد على غرفة صغيرة بنيت مقابل المنحدر الصخري تحتوي على كوة دائرية في مركزها وفناء كبير أبعاده 9×7 م أمامها، وعثر في أرضية المعبد على قطع قماش، وعلى قطعة فخارية مزخرفة فريدة من نوعها أطلق عليها اسم "Midianite" وأخرى منتظمة في صناعتها، وثالثة بدائية الصنع.
كرّس هذا المعبد لعبادة الالهة «حتحور» الهة المناجم المصرية، حيث عثر على تمثال صغير للالهه حتحور منحوت في الحجر (انظر الصورة) وهناك صف من الأعمدة كانت مقامة على طول الجانب الشمالي لجدار الفناء من بين هذه الأعمدة هناك عمود يحمل وجه حتحتور وبين الأعمدة عثر على طاسة حجرية كبيرة ربما كانت تستعمل لسكب السوائل على جسد الإله تكريما له (Aharoni 1982: 135-136).

### معبد بيسان
يختلف عن معبد ميكال، سماكة جدران المعبد 120-142 سم، الأرضية من الطين المدكوك بسمك 10 سم، الارتفاع الأصلي للمعبد غير واضح إلا أن ارتفاع الجدران الحالية 3.3 م، أما قياسات المعبد فهي : 14.85 م طولا × 14.20 م عرضا.
أقيم هذا المعبد فوق السوية السابعة من المرحلة الثانية من العصر البرونزي المتأخر، ويعتقد (Rowe) أن هذا المعبد يحتوي على مذبحين وفناء مفتوح (Thompson 1970: 30).
ما يميز المعبد القطع الأثرية التي وجدت بداخله من كؤوس، جرار، اباريق، وأواني طبخ، واناء من نوع "Pilgrim Flask Globular" (Higginbotham 2000: 90).
وعثر على جرة بيضوية، وختم يحمل اسم الملك تحوتمس الثالث وآخر يحمل اسم تحوتمس الرابع (الرحابنة 2003: 149).
وعثرعلى 15 مغزل مدور "Spindle whorls"، وزرين مدورين (James and McGovern 1993: 182, 187).

#### أجزاء المعبد
Ante Room 1086:
يقع باب هذه الغرفة الذي يفتح على الفناء في النهاية الشرقية للجدار الشمالي، القياسات الداخلية للغرفة 3.9×6.5 م، عثر تحت الجدار الشرقي لهذه الغرفة (أي الجدار الغربي للغرفة 1085) على قطعة تعبدية عبارة عن رأس خنزير اسطواني.
The Courtyard 1072:
القياسات الداخلية له 8.40 × 11.73 – 10.57 م، فيه مصطبة منخفضة ترتفع 50 سم، عرضها 50 سم تمتد على الجانبين الشرقي والشمالي، عثر في الزوايا الشمالية الغربية والجنوبية الغربية على أوعية تشبه «معالف الدواب»، وعثر بالقرب من الجهة الجنوبية على لوحة من الحجر الجيري ارتفاعها 37.2 سم يظهر فيها اله يرتدي تاجا مخروطيا، وعثر بين الأساسات على مذبح مستطيل الشكل عرضه 87 سم، طوله 145 سم، ارتفاعه 77 سم، بني هذا المذبح مقابل الدرج على أرضية الفناء.
The Upper Alter Room 1068:
تبلغ ابعاد هذه الغرفة 11.50 م × 2.73 م ترتفع عن الفناء بحوالي 123 سم، أشير إلى المذبح فيها بالقياس إلى معبد السويّة السادسة، حيث يعتقد أن المذبح كان موجودا في معبد السويّة السابعة ولكنه أزيل بواسطة بنائّي معبد السوية السادسة (Thompson 1970: 31- 33).
ومن الأشياء المهمة التي تم العثور عليها الأختام المتنوعة أحدها على شكل رأس البط ورقاقة ذهبية (James and McGovern 1993: 182, 190).
Store Room 1085:
عثر فيها على قرن غزال وعلى قطع تعبدية (Thompson 1970: 35).
بالإضافة إلى ختم فخاري على شكل هرم مع دوائر ومربعات على قاعدته (James and McGovern 1993: 190).
Area 1070:
تقع هذه المنطقة غرب المعبد عثر فيها على تمثال فخاري صغير لأسد ولكنه مكسور (Thompson 1970: 35).

### معبد مجدل فيطبقة فحل
"Migdol Temple" ظهر المعبد للعيان في موسم الحفريات من عام 1994 م عندما اكتشفت حجارة كبيرة في المنطقة الشمالية الغربية من منطقة طبقة فحل وفي تنقيبات عام 1996 م اظهرت التنقيبات ذلك الجدار الذي اكتشف جزء منه في حفريات عام 1994 م واوضحت الدراسات انه يرجع في تاريخه إلى العصر البرونزي المتوسط، واظهرت حفريات عام 1999 م، ان هناك مرحلتي إعادة بناء: الأولى كانت في العصر البرونزي المتأخر 1350 ق.م والثانية في العصر الحديدي 900 ق.م وبدا ان المعبد دمر بالزلزال في حوالي 800 ق.م.
اتضحت المراحل الثلاث التي مر بها المعبد في حفريات عام 2001 م، حيث ظهر معبد العصر البرونزي المتوسط الضخم (1650 ق.م) في الطبقات السفلى، الذي تكونت أساساته من حجارة بطول أكثر من 1 م وعمق 4 م، ثم تم إعادة بناء المعبد بالكامل في العصر البرونزي المتأخر 1350 ق.م حيث ازال بناؤا العصر البرونزي المتأخر بنية المعبد الفوقية تاركين الأساسات فقط، ودمر المعبد عام 1150 ق.م بالحريق وقام بناؤا العصر الحديدي بإعادة بناءه ولكن كثيرا من الدمار ترك على حاله نتيجة للظروف الاقتصادية السيئة إضافة إلى انهيار الدولة المصرية الحديثة والتجزء السياسي والاقتصادي لبلاد الشام وكان حجم معبد العصر الحديدي ثلث حجم اسلافه.
في موسم الحفريات من عام 1999 م بدأ "Renewed" الحفريات في المعبد، وتم الكشف عن الجدار الشمالي 32×24 م، وتم الكشف عن أساسات برج يقع على جانب المعبد من هنا جاءت تسمية المعبد باسم معبد المجدل "Migdol" أو معبد الحصن أو القلعة، وتشبه أبراجه أبراج المعابد المصرية المعاصرة له وفي موسم الحفريات من عام 2001 م ظهر أن معبد مجدول يعرض خصائص المعابد الكنعانية الأخرى في المنطقة بشكل خاص في تل بلاطة وتل القدح، يشير ذلك إلى معتقد ديني موحد في بلاد الشام وانه قريب في مخططه من معابد دلتا النيل في مصر في عهد الدولة الحديثة، ويشير مخطط معبد المجدول إلى هيمنة مصرية ثقافية ودينية حيث أن طبقة فحل خضعت لسيطرة الفرعون المصري تحوتمس الثالث دون أن يكون هناك دليل على وجود احتلال مباشر، وفي موسم الحفريات عام 2003 م عثر في مركز المعبد على بعض الحفر وارضية بيضاء سميكة من البلاستر.
وفي موسم الحفريات عام 1997 م تم عمل خندق مباشر فوق منطقة قدس الأقداس وبالتالي تم التأكد ان هذا البناء يمثل معبد، وفي موسم عام 1999 م تم الكشف عن مساند المعبود Cult" "Stands واكتملت الحفريات في منطقة قدس الأقداس، وكشفت حفريات 2001 م ان بنائي العصر البرونزي المتأخر قاموا بعمل حفر كبيرة وضعوا فيها جرار الخزن المكسورة والأشياء المقدسة لضمان سلامتها مثل مساند المعبود ثم بنوا معبد العصر البرونزي المتأخر فوق معبد العصر البرونزي المتوسط وهذا يدل على أن المعبد الأصلي دمر بشكل سيء جدا بالزلزال، اما القسم الشمالي المدمر ترك على حاله (www.astarte.com.au/html/pella_s_canaanite).